# Gordon Fox Rule
Capitão Gordon Fox Rule (ou Fox-Rule) DFC (São Paulo, 16 de agosto de 1898 – São Paulo, 10 de junho de 1987) foi um ás da aviação britano-brasileiro na Primeira Guerra Mundial, creditado com sete vitórias aéreas.

## Juventude e antecedentes
Fox Rule nasceu em São Paulo, Brasil, mas foi educado no Eastbourne College, na Inglaterra, entre 1914 e 1916. Sua mãe era inglesa e seu pai brasileiro, mas descendia de uma antiga família escocesa originária do Vale do Rio Rule em Roxburghshire.

## Serviço militar
Fox Rule ingressou no Royal Flying Corps como cadete no início de 1917 e foi comissionado como segundo-tenente temporário (probatório) em 5 de julho de 1917. Ele foi confirmado em sua classe em 31 de agosto, e se juntou ao Esquadrão Nº 49 RFC em 26 de novembro de 1917. Seu esquadrão foi inicialmente equipado com o bombardeiro leve Airco DH.4, no qual obteve suas duas primeiras vitórias, abatendo aeronaves de reconhecimento alemãs no início de março de 1918. Em 1º de abril de 1918, o Royal Flying Corps e o Royal Naval Air Service foram fundidos para formar a Royal Air Force, e mais tarde naquele mês seu esquadrão foi reequipado com o Airco DH.9. Em 15 de maio de 1918, Fox Rule foi nomeado comandante de voo com a patente interina de capitão. Em junho, ele obteve mais três vitórias aéreas, derrubando dois Albatros D.V e abatendo outro em chamas. Em julho, ele derrubou um Fokker D.VII fora de controle e outro no início de agosto, elevando seu total para sete. Fox Rule deixou o Esquadrão Nº 49 em 14 de agosto de 1918, e retornou ao estabelecimento doméstico no Reino Unido para servir como instrutor.
Em 20 de setembro de 1918, sua concessão da Cruz de Voo Distinto foi publicada, com sua citação dizendo:
Tenente (capitão temporário) Gordon Fox-Rule.
"Durante um bombardeio, este oficial mergulhou a 100 pés (30 m) e atingiu diretamente uma ponte, destruindo-a completamente. Ao ver um corpo do inimigo na margem do rio ele os atacou, fazendo com que se dispersassem em desordem. Ele foi então atacado por cinco biplanos; ele partiu, embora seu observador tenha sido atingido duas vezes, e pousou em segurança em um aeródromo francês. Ao todo, ele participou de trinta bombardeios e dez reconhecimentos fotográficos, exibindo invariavelmente um acentuado espírito ofensivo."
Ele também recebeu a Croix de guerre com palma da França em 1918.

### Lista de vitórias aéreas
| Não. | Data hora                  | Aeronave/ Número de série. | Adversário   | Resultado           | Localização     | Notas                                         |
| ---- | -------------------------- | -------------------------- | ------------ | ------------------- | --------------- | --------------------------------------------- |
| 1    | 8 de março de 1918 @1315   | DH.4 (A7705)               | Rumpler C    | Fora de controle    | Brebières       | Observador: Segundo Tenente Philip Holligan . |
| 2    | 10 de março de 1918 @ 1400 | DH.4 (A7705)               | LVG C        | Fora de controle    | Marquião        | Observador: Segundo Tenente Philip Holligan.  |
| 3    | 7 de junho de 1918 @1045   | DH.9 (D5576)               | Albatros DV  | Fora de controle    | Flavy-le-Martel | Observador: Tenente EH Tredcraft.             |
| 4    | 10 de junho de 1918 @0440  | DH.9 (D1715)               | Albatros DV  | Destruído em chamas | Assassinos      | Observador: Tenente EH Tredcraft.             |
| 5    | 10 de junho de 1918 @0440  | DH.9 (D1715)               | Albatros DV  | Fora de controle    | Assassinos      | Observador: Tenente EH Tredcraft.             |
| 6    | 25 de julho de 1918 @ 1900 | DH.9 (D1715)               | Fokker D.VII | Fora de controle    | Fismos          | Observador: Tenente RAVR Scherk.              |
| 7    | 9 de agosto de 1918 @ 1700 | DH.9 (D1715)               | Fokker D.VII | Fora de controle    | Marchélepot     | Observador: Segundo Tenente SP Scott.         |

## Serviço pós-guerra
Fox Rule foi transferido para a lista de desempregados da RAF em 13 de março de 1919, mas em 24 de outubro de 1919 foi concedida uma comissão de serviço curta com o posto de oficial voador, e serviu na República da Irlanda durante a Guerra da Independência, voando caças Bristol F.2 com os esquadrões nº 100 e nº 141 . Em 29 de junho de 1921, Fox Rule renunciou à sua comissão "devido a problemas de saúde contraídos no Serviço" e recebeu o posto de capitão.

## Vida pós-guerra
Fox Rule retornou ao Brasil, onde se tornou chefe do Escritório Central em São Paulo da Companhia de Terras Norte Paraná ("Companhia das Terras do Norte do Paraná"), fundada em 1925 para desbravar o norte do Paraná. Estado no sul do Brasil, embora quase inteiramente financiado por acionistas britânicos. Acabaria por colonizar cerca de 13 166 km², fundando 63 cidades e vendendo mais de 41 700 parcelas de terras para agricultura e cerca de 70 000 lotes urbanos. Em 1944 a empresa mudou seu nome para Companhia Melhoramentos Norte do Paraná (“Empresa de Melhoramentos do Norte do Paraná”).
Fox Rule também foi um dos principais membros do São Paulo Athletic Club, ajudando a introduzir o Rugby Union no Brasil, com a primeira partida registrada ocorrendo em 1926.
Em 1984, Fox Rule doou sua coleção de lembranças, fotografias e documentos que cobrem sua carreira militar ao Museu Imperial da Guerra em Londres.